# Meininger Prinzipien
Als Meininger Prinzipien  werden die bedeutenden Neuerungen der Meininger in der Theater- und Orchesterarbeit bezeichnet, die Ende des 19. Jahrhunderts mit einer tiefgreifenden und bis heute wirkenden Reform vollzogen wurden. Sie sind bis heute Bestandteil der Lehrpläne an Schauspielschulen.

## Hintergrund

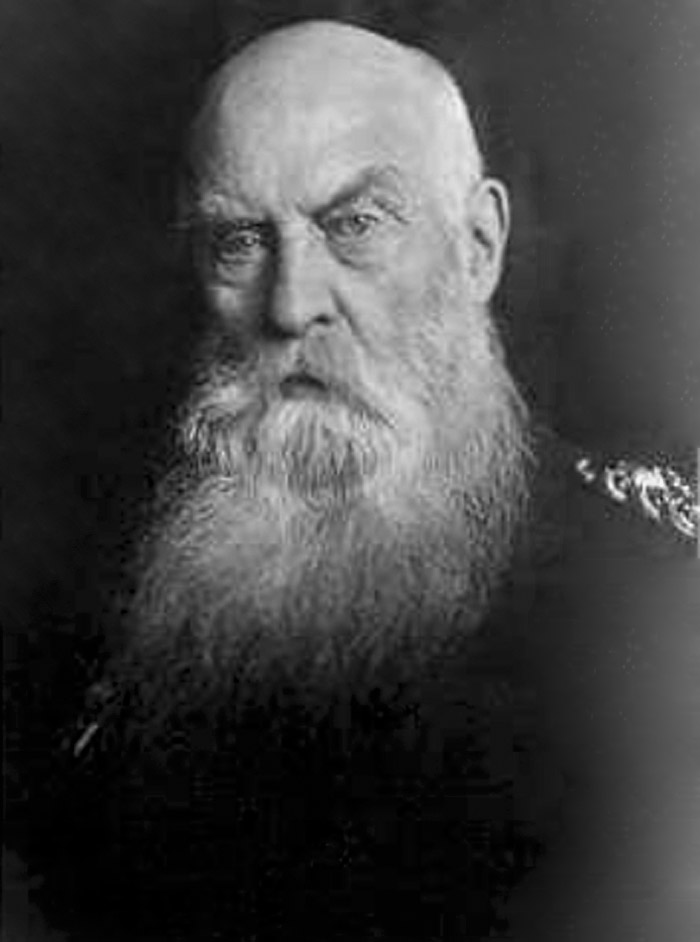
Herzog Georg II.

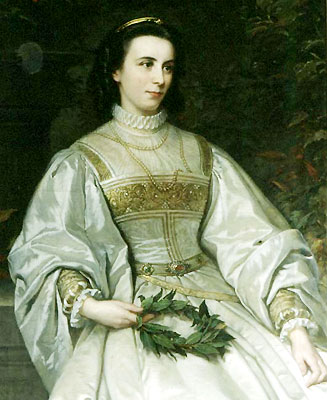
Ellen Franz, ab 1873 Helene Freifrau von Heldburg

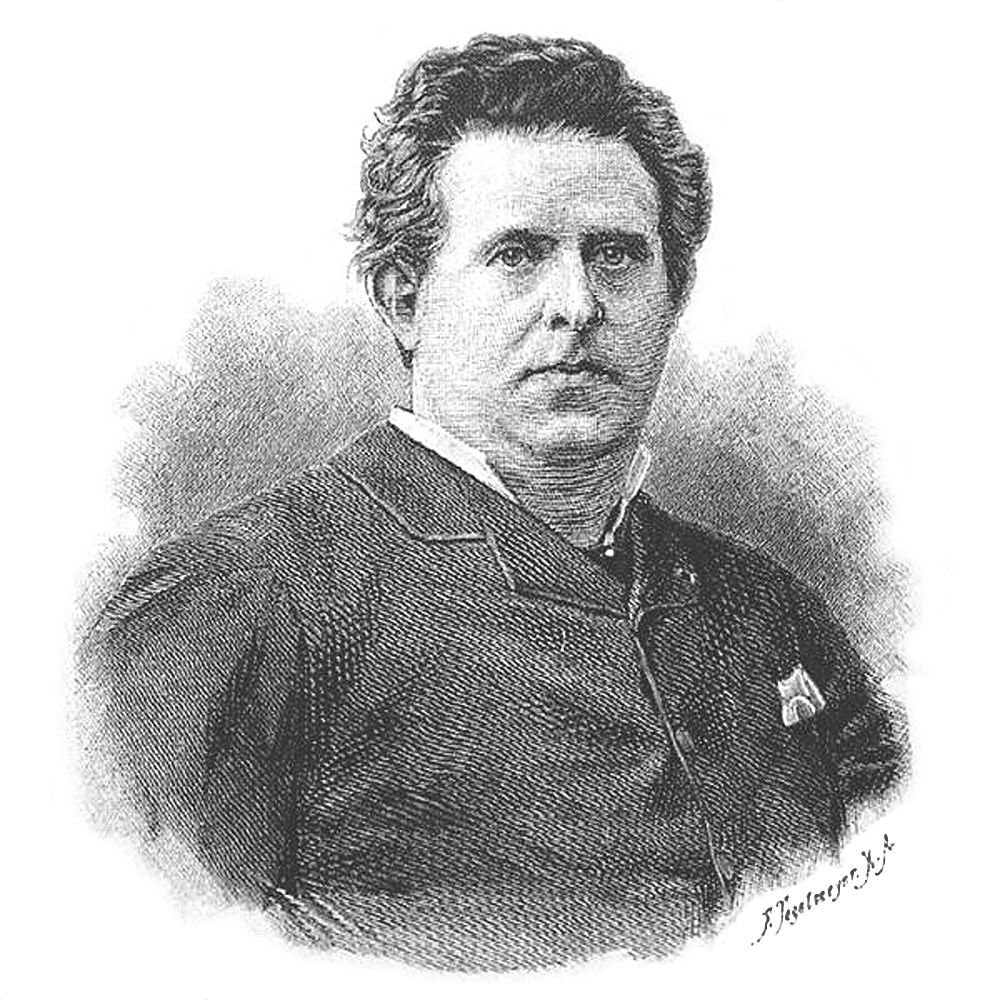
Ludwig Chronegk

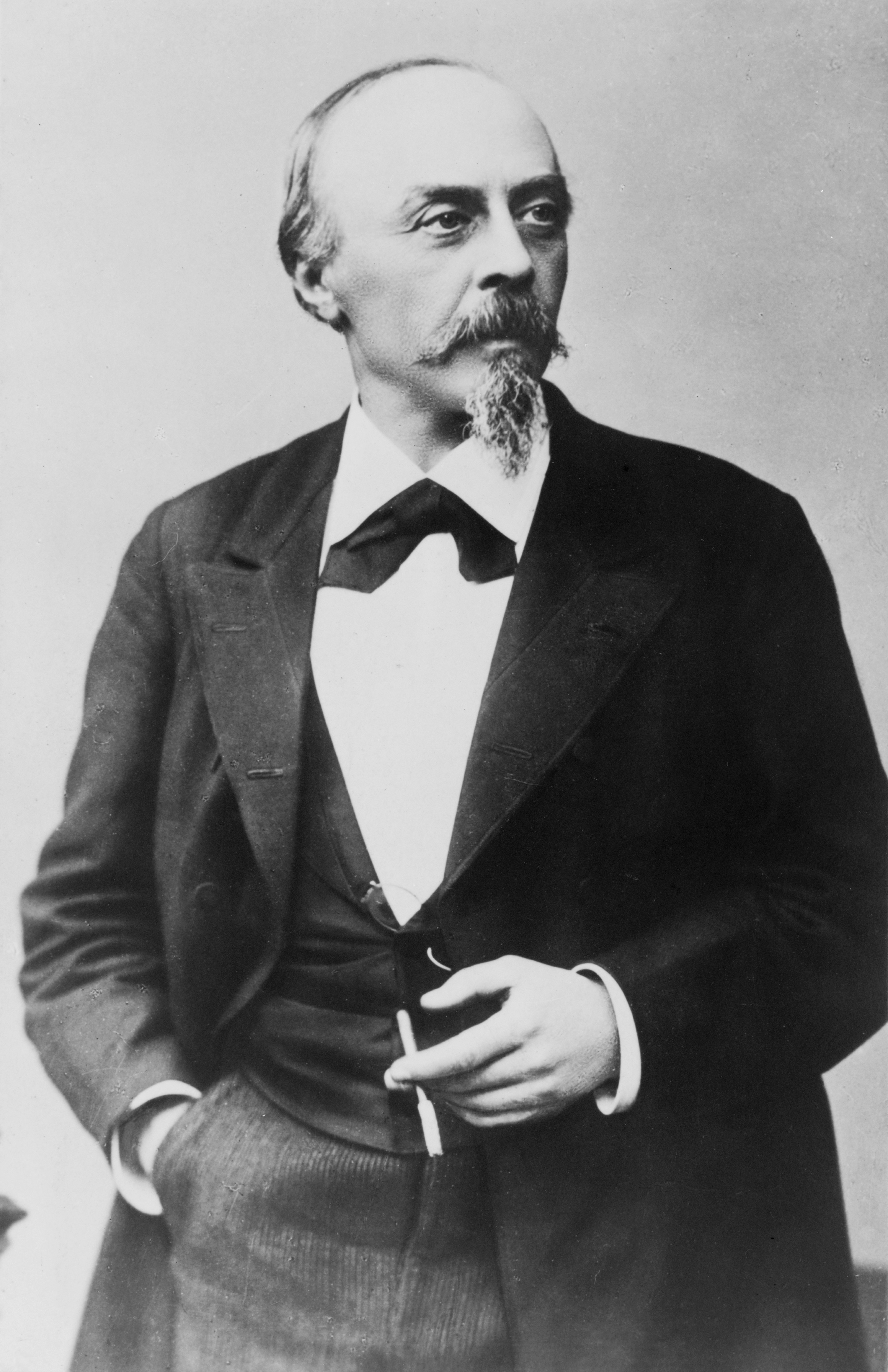
Hans von Bülow

Die Theaterreform wurde notwendig, da bis Ende des 19. Jahrhunderts bei Theateraufführungen nur wenig auf Werktreue, authentische Bühnenbilder und Kostüme geachtet wurde. Starallüren und Selbstdarstellungen prägten die Theaterarbeit und die Regiearbeit spielte kaum eine Rolle. Ähnliches galt für die Orchesterarbeit. Die rasante gesellschaftliche und technische Entwicklung ab Mitte des 19. Jahrhunderts verlangte aber auch eine Erneuerung und Qualitätssteigerung der Künste. Diese wurden am Hoftheater der Residenzstadt Meiningen mit den Meininger Prinzipien entwickelt und vollzogen. Für eine Reihe von überragenden Regisseuren, Autoren, Theaterleiter und Filmemacher bildeten die Meininger Prinzipien später die Grundlage für ihre Arbeit, darunter befanden sich Stanislawski, Max Reinhardt, Otto Brahm, Elia Kazan und Lee Strasberg.

## Entstehung
Dem regierenden und kunstsinnigen Herzog Georg II. von Sachsen-Meiningen verlangte es seit seiner Jugend nach der Erneuerung der Theaterkunst. Frühzeitig entwarf das künstlerische Multitalent eigenhändig historisch korrekte Kostüme und Bühnenbilder und begann, Einfluss auf die Regiearbeit zu nehmen. Nach seinem herzoglichen Machtantritt 1866 wurde er gleichzeitig künstlerischer Leiter des Meininger Hoftheaters. Kraft seiner Persönlichkeit und gesellschaftlichen Rangs erarbeitete er gemeinsam mit seiner Ehefrau Helene Freifrau von Heldburg, der vormaligen Schauspielerin Ellen Franz, und dem Schauspieler, Regisseur und Intendanten Ludwig Chronegk die Neuerungen hauptsächlich in den Jahren bis 1874 und brachte sie auf die Meininger Bühne. Georg II. erwirkte damit einen starken Widerhall in der Theaterwelt und bei den Rezensenten großer Zeitungen. Mit einer groß angelegten Tourneetätigkeit von 1874 bis 1890 mit 81 Gastspielreisen und über 2500 Vorstellungen in zahlreichen Städten Europas wurde die Reform anschließend bekannt gemacht (→ siehe Meininger). Die Meininger Prinzipien wurden daraufhin von vielen europäischen Bühnen übernommen.
Ab 1880 griff der Dirigent Hans von Bülow auf die Meininger Prinzipien zurück und wandte sie zunächst bei seiner Orchesterarbeit mit der Meininger Hofkapelle und später mit den Berliner Philharmonikern an, die er damit zu den Eliteorchestern seiner Zeit formte.

## Die Prinzipien
Die Meininger Prinzipien sind im Wesentlichen in zwölf Punkten zusammengefasst.
1. Die Ideale der Kunst sind bei Theateraufführungen historisch korrekt und so detailreich wie möglich darzustellen.
2. Die Theaterkunst soll zur Entwicklung des Wertebewusstseins beitragen, auf eine stetige Kultivierung des Menschen zielen und nicht vordergründig kommerziellen Interessen dienen.
3. Als reproduzierende Kultureinrichtung vollendet das Theater die schöpferische Arbeit des Dramatikers. Diesem hat der Darsteller zu dienen und das Virtuosentum ist zu unterdrücken.
4. Nur die dichterischen Urtexte sind maßgebend für die Arbeit der Regisseure, Dramaturgen und Bühnenbildner. Der Charakter des Stückes darf nicht verwischt werden.
5. Zeitgemäßes Theater ist Regietheater, in dem der Regisseur die Hauptverantwortung für die Aufführung trägt. Er fasst das Literarische, Akustische und Visuelle zu einem Gesamtkunstwerk zusammen.
6. Alle am Theater beteiligten Künste werden bei den Aufführungen durch einen einheitlichen Stil zusammengeführt. Dieser Stil wird optisch durch die Ausstattung wie Bühnenbild, Kostüme, Requisiten und Interieur augenfällig gemacht.
7. Ambitioniertes Theater basiert nicht auf der Leistung eines Stars, sondern auf der des Ensembles. Rollenmonopole sind abzulehnen, die Darsteller sollen universell einsetzbar sein, auch für Statistenrollen.
8. Einer Premiere geht eine intensive Probenphase voraus, die so lange dauert, bis der sachlich wirkungsvollste Ausdruck eines Stückes erreicht ist. Rollentraining des Schauspielers und Ensembleproben bilden hier die Grundlage.
9. Massenszenen sollen ebenso individuell gestaltet und präzise einstudiert werden wie Szenen mit einzelnen Darstellern. Die Statisten sind in Gruppen aufzuteilen, die von erfahrenen Schauspielern geführt werden.
10. Beim Bühnenbild sind Symmetrie, Parallelität und zentrale Perspektiven zu vermeiden. Mit der „Meininger Kontrasttechnik“ wird eine umschlagende Stimmungslage sichtbar gemacht, das „Meininger Zimmer“ sind praktikabel eingerichtete Räume, und das „Meininger Braun“ mit seiner warmen erdigen Tönung eignet sich besonders für Bühnenbilder. Blasse Farben bei Dekorationen und Kostüme sollen nur sehr dezent eingesetzt werden.
11. Die Theaterfinanzierung ist die Pflicht der Gesellschaft, künstlerischer und finanzieller Erfolg sind ebenbürtig zu erreichen.
12. Das große Ideal der Theaterkunst verlangt nach Würde und Festlichkeit und schließt einen missionarischen Aspekt ein.